# Ворворка
Ворво́рка або варво́рка (від рос. варворка, ворворка, можливо спорідненого з вервечка) — елемент прикраси часів скіфської доби. Це рухома кулька на шнурку або тасьмі, що розташовувалася над головкою китиці.
Ворворки робилися з золота, срібла, канителі, шовку, перлів й іноді оздоблювалися дорогоцінним камінням.
Ряд інших значень терміна «варворка» надає «Толковый словарь живого великорусского языка» В. Даля:
- ВАРВОРКА — висюлька, балаболка, кисточка, махровая подвесочка; подвеска у серьги, у паникадила;
- ВАРВОРКА — оловянная гайка, колечко, бляшка, какими украшают крестьянские кожаные пояса́;
- ВАРВОРКА — собачья привязь, веревка для привязки собаки;
- ВАРВОРКА — закладка или прокладка в книге, ленточка с кисточкою.